# 三浦义村
三浦义村（日语：／，1168年—1239年12月31日），小名平六，是平安時代末期相模国的武将、鐮倉幕府的御家人。他是三浦義澄的嫡男，曾随同源赖朝起兵并参与了镰仓幕府的创立。他在北条义时与北条政子去世后，作为幕府元老继续辅佐义时的儿子北条泰时。